# René Verheyen
René Verheyen (Beerse, 20 maart 1952) is een Belgische voetbaltrainer en gewezen voetballer. Hij speelde centraal op het middenveld. Verheyen kwam uit voor KSC Lokeren, Club Brugge en KAA Gent. Hij was ook Belgisch international van 1976 tot 1984. Als trainer was Verheyen veertien jaar aan Club Brugge verbonden, dertien jaar als assistent en één jaar als hoofdtrainer.
Hij is geen familie van Gert Verheyen, die onder zijn hoede tussen 1992 en 2006 voor Club Brugge uitkwam.

## Spelerscarrière

### KSC Lokeren
René Verheyen begon zijn spelerscarrière bij het Antwerpse KFC Lentezon Beerse, waarna hij via FC Turnhout bij Sporting Lokeren terechtkwam. In het seizoen 1976/77 won Lokeren van FC Barcelona met sterspeler Johan Cruijff met 2-1. Verheyen scoorde het eerste doelpunt. Met Lokeren speelde hij in 1981 de finale van de Beker van België, waar het met 4-0 van Standard Luik verloor.

### Club Brugge
In 1983 maakte hij de overstap naar Club Brugge, waar hij in 1986 de Beker zou winnen. Hij zou ook 24 keer voor de Rode Duivels spelen en deelnemen aan het WK 82 in Spanje en het EK 84 in Frankrijk.

### KAA Gent
In 1987 verhuisde hij naar AA Gent. De Gentenaars degradeerden echter en Verheyen besliste, na 429 wedstrijden, te stoppen op het hoogste niveau.

## Trainerscarrière
René Verheyen besloot hierna als speler-trainer bij White Star Lauwe aan de slag te gaan. Een jaar later werd hij trainer van SV Waregem, waar hij na anderhalf jaar ontslagen werd. Vervolgens werd hij assistent-trainer bij Club Brugge, eerst tussen 1991 en 1997 van Hugo Broos, daarna tussen 1997 en 1999 van Eric Gerets.
In 1999 werd Verheyen hoofdtrainer van blauwzwart, maar dit werd geen succes. Nog tijdens het seizoen vroeg Verheyen zelf om een stap opzij te zetten en weer assistent-trainer te worden. Uiteindelijk zou hij de club toch nog naar de tweede plaats leiden. Vervolgens zou hij vanaf zomer van 2000 en gedurende een periode van vijf jaar de Noor Trond Sollied bijstaan (samen met Chris Van Puyvelde).
Ook van Jan Ceulemans werd Verheyen in 2005 de assistent, tot hij samen met diens ontslag aan de kant werd gezet. In 14 jaar in Brugse loondienst zou hij 4 Belgische titels (1996, 1998, 2003 en 2005) en 4 bekerzeges (1995, 1996, 2002 en 2004) winnen. Verheyen zat ook bij meer dan 100 Europese wedstrijden in de dug out.
Eind seizoen 2008-2009 werd hij ontslagen bij KMSK Deinze, wegens slechte resultaten, met degradatie tot gevolg.